# Comté de Caldwell (Caroline du Nord)
Pour les articles homonymes, voir Comté de Caldwell.
Le comté de Caldwell est un comté situé dans l'État de Caroline du Nord aux États-Unis, au pied des Appalaches. En 2010, sa population est de 83 029 habitants. Son siège est la ville de *Lenoir.

## Géographie
Le comté de Caldwell est divisé en trois sections géographiques distincts: les montagnes Blue Ridge, qui dominent les parties nord et ouest du comté. Le pays du Piedmont  dans les parties du milieu et du sud du comté, et les Brushy Mountains (en), un massif isolé des Blue Ridge. 
Les "Brushies", comme on les appelle souvent, traversent une grande partie de la section est du comté de Caldwell. Le mont Hibriten (en), située à la limite de la ville de Lenoir, la plus grande ville du comté, marque l'extrémité ouest de la chaîne des Brushy.

## Histoire
Le comté a été formé en 1841 à partir  du comté de Burke et du comté de Wilkes. Il a été nommé pour Joseph Caldwell (en), professeur (1796-1797, 1799-1804) et premier président (1804-1812, 1816-1835) de l'Université de Caroline du Nord.
Une série de réductions du territoire du comté a suivi. En 1847, des régions du comté de Caldwell, du comté d'Iredell et du comté de Wilkes ont été combinées pour former le comté d'Alexander. En 1849, des parties du comté de Caldwell, du comté d'Ashe, du comté de Wilkes et du comté de Yancey ont été combinées pour former le comté de Watauga. En 1861, des parties du comté de Caldwell, du comté de Burke, du comté de McDowell, du comté de Watauga et du comté de Yancey ont été combinées pour former le comté de Mitchell. Enfin, en 1911, des régions du comté de Caldwell, du comté de Mitchell et du comté de Watauga ont été combinées pour former le comté d'Avery.

## Communautés
- Délimitation du comté
- Lenoir (siège)
- Villes

### Cities
- Lenoir

### Towns
- Blowing Rock
- Cajah's Mountain
- Gamewell
- Granite Falls
- Hudson
- Sawmills

### Village
- Cedar Rock

### Census-designated place
- Northlakes

### Zones non incorporées
- Collettsville
- Patterson
- Rhodhiss

## Démographie
| 1850  | 1860  | 1870  | 1880   | 1890   | 1900   |
| ----- | ----- | ----- | ------ | ------ | ------ |
| 6 317 | 7 497 | 8 476 | 10 291 | 12 298 | 15 694 |

| 1910   | 1920   | 1930   | 1940   | 1950   | 1960   |
| ------ | ------ | ------ | ------ | ------ | ------ |
| 20 579 | 19 984 | 28 016 | 35 795 | 43 352 | 49 552 |

| 1970   | 1980   | 1990   | 2000   | 2010   | - |
| ------ | ------ | ------ | ------ | ------ | - |
| 56 699 | 67 746 | 70 709 | 77 415 | 83 029 | - |